# Centrophoridae
Famille
Les Centrophoridae forment une famille de requins de l'ordre des Squaliformes.
Ces petits requins sont caractérisés par leurs épines incurvées sur les deux nageoires dorsales. 

## Liste des genres
Selon World Register of Marine Species (21 juillet 2021), FishBase et ITIS :
- genre Centrophorus Müller et Henle, 1837 -- 14 espèces
- genre Deania Jordan et Snyder, 1902 -- 4 espèces

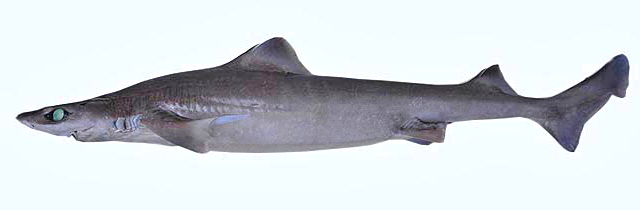
Centrophorus granulosus
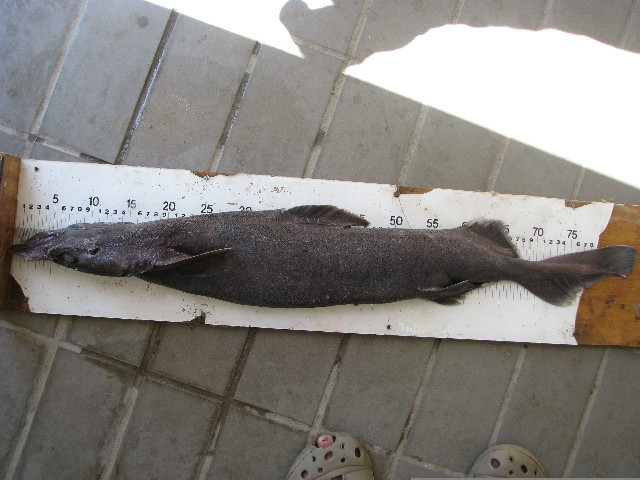
Deania calcea